# Ариант
Ариант (греч. Αριαντάς) — скифский царь, который упоминался Геродотом почти 25 веков назад в таком контексте:
«В этой местности (у верховий Гипаниса — Буга) стоит медный сосуд величиной, пожалуй, в шесть раз больше сосуда для смешения вина, который Павсаний, сын Клеомброта, велел посвятить богам и поставить у входа в Понт (Чёрное море). Кто не видел этого сосуда, тому я его опишу: он свободно вмещает 600 амфор, а толщина этого скифского сосуда шесть пальцев. По словам местных жителей, сделан он из наконечников стрел.
Один скифский царь, по имени Ариант, пожелал узнать численность скифов. Он приказал для этого всем скифам принести по одному наконечнику стрелы и каждому, кто не послушается, грозил смертью. Тогда скифы принесли такое множество наконечников, что царь решил воздвигнуть из них себе памятник: он повелел изготовить из наконечников этот медный сосуд и выставить в Эксампее. Вот сведения, которые я получил о численности скифов».
Так как ближние к Ассирии земли Скифии контролировал в VII в. до н. э. царский род Ишпакая Партатуа (Бартатуа. Партатуя). Между Доном и Днепром и ближе к Кавказу властвовал Спаргапиф — основатель рода будущих победителей Дария I. То Арианту отводят земли от Днепра до Дуная, при этом он мог управлять и Скифией в целом. Проведение подсчёта населения чаще относят к 650 г. (есть варианты) до н. э. То, что Ариант был именно царём (басилевсом — такой титул позже носили императоры Византии) убедительно подтверждает греческий текст Геродота:
«βουλόμενον γaρ τoν σφέτερον βασιλέα, τῶ οὔνομα εIναι Аριάνταν, τοῦτον εἰδέναι τὸ πλῆθος τὸ Σκυθέων κελεύειν μιν πάντας Σκύθας ἄρδιν ἕκαστον μίαν ἀπὸ τοῦ ὀιστοῦ κομίσαι. ὃς δ᾽ ἄν μὴ κομίσῃ, θάνατον ἀπείλεε. 6 κομισθῆναι τε δὴ χρῆμα πολλὸν ἀρδίων καί οἱ δόξαι ἐξ αὐτέων μνημόσυνον ποιήσαντι λιπέσθαι. ἐκ τουτέων δή μιν τὸ χαλκήιον ποιῆσαι τοῦτο καὶ ἀναθεῖναι ἐς τὸν Ἐξαμπαῖον τοῦτον. ταῦτα δὲ περὶ τοῦ πλήθεος τοῦ Σκυθέων ἤκουον».
В период правления Арианта Великая Скифия пыталась активно участвовать в политической жизни Мидии, Ассирии и соседних стран. И держава нуждалась в больших людских ресурсах. В определённой степени сказание о котле Арианта эти значительные ресурсы подтверждало.
По свидетельствам археолога А. Н. Щеглова, с учётом данных о скифских стрелах для выяснения предполагаемых размеров котла (и количества стрел для его изготовления) потребовалось математически просчитать 72 возможных варианта. Для этого составили специальную вычислительную программу. Расчёты провели на одной из БЭСМ-6, стоявших в вычислительных центрах Академии наук. Получилось, что если каждый скиф, исполняя царский приказ, принёс по одной стреле, то для отливки котла потребовалось бы от 3,5 до 15,5 миллионов наконечников. Котёл мог бы вмещать от 12 до 20 тысяч литров. Его высота должна была составлять от 4 до 9,5 метров (с одно — трёхэтажный дом), а вес — от 7 до 46 тонн. Принятые корректировки снизили эту цифру на порядок.

## Отражение Арианта в древнеармянской историографии
Некоторые исследователи придерживаются мнения, что Арташес Первозванный, упомянутый в «Истории армении» М. Хоренаци, отождествляется с Ариантом, упомянутым Геродотом, который во время похода в Малую Азию, для установления число своих воинов, приказал им предъявить по одному боеголовку стрел.
Итак, М. Хоренаци пишет: <Он приказывает вывести армию с востока и севера в большом количестве, так что он даже не знал их сколько. Он приказал сложить камень с человеческой головой на дорогах и в военных лагерях, как знак их множества. Затем он идет на запад и, разбив лидийскую армию, арестовывает их царя Креза>. После чего М. Хоренаци приводя слова Эвагора (на арм. Եվագորաս) и Скамандра (на арм. Սկամանդրոս), говорит: <Арташес Первозванный /Ариант/, поймав царя лидийцев, приказывает предать его смерти, посадив на железную сковороду, Крез вспоминая слова Согона Афинского (на арм. Աթենացի Սողոնի), восклицает на своем языке: — О Согон, Согон, ты прекрасно сказал, что нельзя благословлять счастье человека до его смерти -. Услышав это, Арташес Первозванный /Ариант/ приказывает простить его и не мучить> (позже Крез оказал упорное сопротивление набегам Кира Великого).
Цитата из рассказа Флегония (на арм. Փղեգոնիոս), и написанно М. Хоренаци, говорится: <Великий полководец был сильнее всех королей: он не только изгнал лидийцев и связал их царя, но и в Геллеспонте и Фракии ходил морем как пехотинец; его репутация очаровала эллинский мир и вся Эллада боялась его>.
О последних годах правления Арташеса Первозванного /Арианта/ М. Хоренаци пишет: я не могу сказать под влиянием чего, возникает большой шум и неразбериха, и его многочисленные войска начинают убивать друг друга и, по Эвагору и Флегонию <прославленный великими победами Арташес Первозванный /Ариант/, спасаясь от суматохи, был убит своими же войсками>.
См. (Մ. Խորենացի «Պատմություն Հայոց» Եր.-1981թ, էջ 139—145 /М. Хоренаци «История Армении» Ереван-1981, стр. 139—145/), (Մխիթարյան Ա․ե․, Հաբեթի սերունդները, Հայաստանի Հանրապետություն, քաղ․ Երևան: Հեղինակայնի հրատարակություն (2002թ․) /Мхитарян А․ Е․. Потомки Иафета, Республика Армения, г․ Ереван: Авторское издание, 2002. — ISBN 99930-4-060-6./)

## В белорусской мифологии
Согласно белорусской мифологии, скифский царь Арианта устроил военный поход на племя невров, чтобы захватить их земли и рабов, но был повержен и убит неврами.